# نتيتال
نتتال (بالألمانية: Nettetal) هي بلدة ألمانية تقع في ألمانيا في فيرزن. يقدر عدد سكانها بـ 42,150 نسمة .

## المدن التوأمة
مدن روخليتس، Caudebec-en-Caux، إيلك وفنلاند هي مدن توأمة لـنتتال.

## أعلام
- وولفرام كلاين